# Hangin'
Hangin'  è un singolo del gruppo musicale britannico Bastille,  e pubblicato il 22 settembre 2015. Hangin' è stata selezionata come soundtrack di FIFA 16.